# Timba
Timba is de Cubaanse tegenhanger van de salsamuziek, en wordt vaak beschouwd als een subcategorie van salsa. Echter, de historische ontwikkeling van de timba is heel verschillend van die van de salsa in de Verenigde Staten en Puerto Rico en de muziek heeft zijn eigen kenmerken.

## Geschiedenis
In tegenstelling tot salsa, dat zijn wortels heeft bij de Cubaanse conjunto bands uit de jaren veertig en vijftig van de twintigste eeuw en in mindere mate in de bomba en plena, vertegenwoordigt de timba een synthese van een bredere variëteit van populaire en folkloristische bronnen. Timbabands hebben zich sterk laten beïnvloeden door internationale invloeden zoals jazz, rock, disco, funk en hiphop, alsmede lokale folklore zoals rumba, guaguancó, de batá drums en de religieuze liederen van de santeria. Het Noord-Amerikaanse drumstel is te horen in alle timba bands en onderscheidt hun geluid nog sterker van dat van de salseros. Het gebruik van synthesizerkeyboards is ook gebruikelijk.  Timba nummers klinken innovatiever, experimenteler en doorgaans meer virtuoos dan salsa nummers; de blazerspartijen zijn doorgaans snel, soms zelfs beïnvloed door de bebop, en strekken zich uit tot in het extreme bereik van de instrumenten. De bas- en percussiepatronen zijn even onconventioneel.
De voornaamste pioniers van de timba zijn drie bands: Los Van Van, Irakere (beide in de jaren zeventig van de twintigste eeuw) en NG La Banda (jaren tachtig), al waren er nog vele andere bands (zoals Son 14, Orquesta Original de Manzanillo, Orquesta Revé) die van invloed waren bij het neerzetten van de nieuwe standaarden.
Gedurende Cuba's 'Speciale Periode' in de vroege jaren negentig – de Período especial en tiempo de paz, een lange periode van economische crisis die begon in 1991 na de ineenstorting van de Sovjet-Unie en de Comecon – gaf timba in belangrijke mate uitdrukking aan de culturele en sociale opschudding. De teksten van de timbanummers waren controversieel vanwege hun gebruik van vulgaire en spitsvondige straattaal, en ook omdat ze versluierde verwijzingen deden naar publieke issues zoals prostitutie, misdaad, en de effecten van het toerisme op het eiland, zaken waarover andere muzikanten het zelden hadden. In de daaropvolgende periode veranderde timba grotendeels van een toegankelijk mainstream medium naar een dat gericht is op de rijke elites. Dit plaatst timba in contrast met rap, dat op sommige manieren de rol vervult van muziek van de massa.
Naast de leidende timbabands in Cuba van dit moment, zoals Charanga Habanera, bloeit er een nieuwe generatie timbabands in Miami (Florida), waar een grote concentratie van Cubaanse Amerikanen woont. Miami is het nieuwe timbacentrum geworden buiten het eiland, vooral door de bijdragen van voormalige bandleden van de eerder genoemde bands die besloten hebben in de Verenigde Staten te blijven, op zoek naar nieuwe kansen. Onder hen is Manolín "El Médico de la Salsa", Dany Lozada, Chaka en zijn groep "El Tumbao", Tomasito Cruz en zijn Cuban Timba All Stars, en ook Jorge Gomez en "Tiempo Libre" die Grammy-nominaties ontvingen in 2005 voor hun album "Arroz con Mango" en in 2006 voor hun album "Lo que esperabas".

## Status
Hoewel timba beschouwd wordt als een vorm van populaire muziek, is de technische beheersing ervan alleen mogelijk voor zeer goed getrainde musici met solide theoretische achtergronden in de klassieke muziek, jazz, traditionele Cubaanse muziek zowel als andere internationale genres. Dit is mogelijk gemaakt door de hoge standaarden die de staatsmuziekscholen in Cuba hanteren en door de hevige competitie tussen musici.
Het overheidsbeleid bevoorrecht artistieke excellentie en Cubaanse muziek wordt beschouwd als een bron van inkomsten en een legitieme wijze om toerisme aan te trekken. Desondanks zoeken veel Cubaanse musici werk in het buitenland, een significant aantal musici werkt inmiddels in 'ballingschap', zowel in de Verenigde Staten als in Europa (en in mindere mate in Latijns-Amerika). Dit leidt tot een nieuwe golf van wederzijdse beïnvloeding van timba en salsa. Hoewel timba zijn piek bereikt heeft in de afgelopen jaren, zijn alle belangrijke groepen nog steeds actief aan het opnemen en optreden, en belangrijke platenmaatschappijen – vooral in Europa – hebben er interesse in gekregen.
Timba is weliswaar niet overdreven populair in de wereldwijde salsascene (veel salsadansers vinden het moeilijk om op te dansen en heftig om te horen), toch heeft het een niche gevonden onder een groeiend aantal fans en is het van invloed onder Cubaans-Amerikaanse en Europese salsamuzikanten. En zoals de muzikanten salsa vermengen met funk, pop, jazz, rock-'n-roll en zelfs tango, zo reflecteert ook het dansen op timba die ritmes en genres. Timba als dans biedt ruimte voor bewegingen uit de Afro-Cubaanse folklore, funk, pop, rock-'n-roll et cetera, en de creatie van nieuwe bewegingen binnen de Cubaanse casino.